# Elacatinus inornatus
Elacatinus inornatus är en fiskart som beskrevs av William A. Bussing, 1990. Elacatinus inornatus ingår i släktet Elacatinus och familjen smörbultsfiskar. IUCN kategoriserar arten globalt som livskraftig. Inga underarter finns listade i Catalogue of Life.